# Бобоедовы
Бобое́довы — древний русский дворянский род.

## История рода
Сведения об этом роде восходят к половине XVI столетия: Якуш и Гаврило Бобоедовы жалованы были от Иоанна IV Васильевича Грозного поместьями в Московском уезде (02 октября 1550). В битве при Молодях погиб Крячко Антонович Бобоедов (июль 1572).
Семь представителей рода владели населёнными имениями (1699).

## Описание герба
Щит разделён горизонтально на две части. В верхней половине, в голубом и красном полях, крестообразно означены серебряных две старинные пики и стрела. В нижней части, в серебряной половине, изображён чёрный палисад и три пушечных ядра. Щит увенчан дворянским шлемом и короною со страусовыми перьями. Намёт на щите красный, подложенный серебром.
Герб Бобоедовых помещён в «Общем российском гербовнике», часть IX, № 17.

## Известные представители
- Бобоедов Семён Иевлевич, — московский дворянин (1679—1692).
- Бобоедов Иван Иевлевич — стряпчий (1692)[4].
- Бобоедов Кузьма — подьячий, воевода в Верхотурье (1695—1699)[5].
- Бобоедов Пётр Михайлович — помещик деревни Ожгибовки (1774), отставной подпоручик (1785).
- Бобоедов Андрей Петрович — сержант Преображенского полка, поручик (1790).
- Бобоедов Василий Петрович — артиллерии штык-юнкер (1785), (+1824) жена Надежда Степановна[6].
  - Дети Василия Петровича: дочь Пелагея Васильевна, известны сыновья Владимир Васильевич (1787—1866), нижегородский губернский предводитель дворянства, и Гавриил Васильевич (1796—1872).
- Бобоедов Пётр Петрович (1773—1856) — погребен в с. Языково Курмышского уезда, вместе с женой Олимпиадой Даниловной (ок. 1757—1851).
- Бобоедов Алексей Петрович — титулярный советник, жена Аксинья Григорьевна.
- Бобоедов Гаврила Васильевич[7] — владел в XIX веке селом Ожгибовка в Сергачском уезде Нижегородской губернии (ныне Пильнинский район Нижегородской области): «Прослужив в Кавалергардском полку 13 лет, (27 октября 1829) вышел в отставку полковником и поселился в поместье. В свободное время занимался чтением, особенно любил путешествия или исторические книги, преимущественно сочинения, относящиеся до Отечественной войны (1812). С чувством глубокой преданности относился к памяти императора Александра I. Главные занятия были посвящены сельскому хозяйству, улучшение быта крестьян. Ввёл много преобразований, гуманных и редких, вызвавших неудовольствие со стороны соседей-помещиков. Старался поддерживать крестьян, как нравственно, так и материально — „больных лечил, сам навещал, подолгу разговаривал с каждым из них, равно и престарелых“».
- Бобоедов, Александр Николаевич — земский начальник в Ардатовском уезде Симбирской губернии, с. Саврасово.
- Бобоедовы: Алексей и Иван Николаевичи — владельцы села Саврасово Ардатовского уезда Симбирской губернии.
- Бобоедов, Василий Петрович (+1824) — храмоздатель Ожгибовки, где вместе с ним были похоронены «болярыни-девицы» Екатерина (+1849), Мария (+1863), «отроки» Василий и Надежда.
- Бобоедов, Петр Гаврилович — штаб-ротмистр, село Ожгибовка Сергачского уезда Нижегородской губернии, дворян, имеющий право участвовать в делах и выборах Собрания.
- Бобоедов, Порфирий Гаврилович (1838—1905) — действительный статский советник, сельцо Бопатино Лукояновского уезда Нижегородской губернии, дворян, имеющим право участвовать в делах и выборах Собрания города Сергач Нижегородской губернии. Умер в Сергаче, похоронен в Ожгибовке.
- Бобоедовы: Надежда и Пелагея Гавриловны — владели имением при селе Ожгибовке Сергачского уезда Нижегородской губернии[8][9].

## Интересные факты
Во время пугачёвщины, семья Бобоедовых была спасена благодаря маленькому сыну Петра Бобоедова — «Васеньке», когда они были привезены крестьянами на расправу к пугачёвскому «полковнику». Маленький сын Петра Бобоедова — Василий своей удалой пляской сумел переложить гнев на милость пугачёвского «полковника» Герасима Васильева и тем спас от смерти своего отца — Петра Михайловича. К тому же, пугачёвский «полковник» Герасим Васильев оказался прежним печником Бобоедовых и помнил милости доброго барина и помещика. Однако, спустя несколько часов, на глазах спасённого помещика погиб и его избавитель — Герасим Васильев: он был убит преследовавшим отряды Пугачёва отрядом войск императрицы Екатерины II.
Замечательно, что в церкви села Ожгибовки, принадлежавшем в то время роду Бобоедовых, при возношении молитв об упокоении умерших Бобоедовых (похороненных в Ожгибовке) молились и об упокоении раба Божия Герасима убиенного.
О жизни Петра Гавриловича Бобоедова:

Из окна дома вдали за низиной видно было село Ожгибовка — тоже владение Бобоедовых, но других. В одной даче жила Пелагея Гавриловна (тетя Гига) и её сестра, в другой — Петр Гаврилович.
Усадьба Петра Гавриловича была больше и наряднее тётиной Гиги. Сам Петр Гаврилович яркий тип помещика-бездельника: гордое лицо с большими пышными чёрными, как вакса, крашеными усами, чисто выбритый, хорошо одетый, умеренно полный. Он говорил самоуверенно и авторитетно. В России он жил сравнительно мало. Большую часть времени проводил за границей (холодную часть года) на юге Франции, на островах Корсики, Сардинии, Малаге. Он не любил холод. Из Франции он вывез молоденькую девицу и, когда она подросла, сделал своей женой. Ему было лет за 40, ей лет 17. Его жена Мария Александровна приспособилась к России, овладела русским — "Он был болен, он лежал, как «пластырь» — говорила она про мужа, здоровяка, каких мало. Мы посетили его уже после нескольких лет его счастливого брака. Но за последнюю поездку он привёз с собой… ещё девочку лет 15-ти корсиканку. Имя Виктория, после крещения Люба. Она ещё не говорила по-русски. Румяная, с большими лукавыми глазами она бегала и игра со мной и Верой. В дальнейшем она тоже обрусела. Я её встретил взрослой в Москве, когда приехал туда врачом. Знакомство с ней как-то скоро оборвалось. У меня сохранилась её карточка на костюмированном вечере.
…

Ещё несколько черточек из жизни Петра Гавриловича. Я как-то зашел в спальню ещё солидного барского дома. Большая комната, но буквально две трети её занимает колоссальная изразцовая печь с обширной лежанкой наверху. Несмотря на летнюю жару окна наглухо закрыты (я не знаю, есть ли в них форточка). В окнах вставлены тройные рамы, плотно вмазанные и закрашенные по щелям белой краской!
У Петра Гавриловича был зимний возок-карета на полозьях, внутри сделана… ПЕЧКА, которую топил, когда он куда-либо ехал.
— Из мемуаров Бориса Влад. Дмитриева, по матери внука Влад. Вас. Бобоедова; мать - Анна Владимировна Дмитриева, урожд. Бобоедова (1850-1905, была похоронена в Артеке вместе с мужем В.Н. Дмитриевым)